# 橋本辰二郎
橋本 辰二郎（はしもと たつじろう、1940年（昭和15年）10月3日 - 2007年（平成18年）2月10日）は、日本の政治家。

## 経歴
1969年（昭和44年）、東京都議選・中野区に公明党から立候補し初当選（以降、連続8期）。
1986年（昭和61年）12月、公明党大会で公明党中央執行委員に選出される。
1989年、都議団政調会長に就任する。
1993年都議団幹事長に就任する。
1994年12月、公明分党で参議院非改選期11人と地方議員約3200人と公明を結成し、中央幹事会副代表に就任する。
1997年、公明東京都本部・本部長に就任する。
1998年11月、衆参統一の公明党の結成で党東京都本部副代表（後に代表）に就任する。
2001年6月、東京都議選で8選すると藤井富雄の後任の都議団長に就任する。
2005年6月、都議選へ立候補せず、政界を引退する。
2007年2月10日、がん性腹膜炎のため死去。享年66。

## 人物
- 公明党所属の東京都議会議員の藤井富雄の片腕として知られている。